# Yanek Stärk
Yanek Stärk (* 1988 oder 1989), auch bekannt als Ken Kenay und Kenay, ist ein deutscher Musiker, Songwriter und Musikproduzent.

## Biografie
Yanek Stärk kam als Sohn eines Musiklehrers zur Welt und wuchs in der Gemeinde Bolanden in Rheinland-Pfalz auf. Mit fünf Jahren lernte er Klavierspielen, ab dem Alter von zehn Jahren besuchte er das Landesmusikgymnasium Rheinland-Pfalz. Dort war er Teil des Schulchors und der Schul-Bigband. Außerdem erreichte er den Bundeswettbewerb von Jugend musiziert.
Noch während seiner Schulzeit gründete er das Rap-Duo Doppeldecker, mit dem er später als Vorgruppe der Beginner auftrat. Infolgedessen zog er nach Hamburg und spielte unter anderem vor Denyo und Blumentopf. Mithilfe der so geknüpften Kontakte fing er unter seinem damaligen Künstlernamen Ken Kenay an, auch für andere Musiker Songs zu schreiben und zu produzieren, teilweise als Teil des Musikproduzententeams Tracksetters. So steuerte er beispielsweise zwei Instrumentals zum Debütalbum des Projekts Xavas von Kool Savas und Xavier Naidoo bei. Letzterer wurde zum einzigen Featuregast auf seinem im Zeitraum von drei Jahren geschriebenen und 2016 über Sony Music Entertainment veröffentlichten Solodebütalbum als Kenay, Rot und Blau. Das Album wurde von Jem produziert. Auf der vorab erschienenen EP Müde Pioniere sind Remixe von Robot Koch, Tua und Nico Pusch des gleichnamigen auf dem Album vertretenen Titels sowie ein weiteres Lied enthalten.
Im Jahr 2021 war er am Soundtrack des Films Die Schule der magischen Tiere beteiligt, ebenso an dem des 2022 veröffentlichten Nachfolgers Die Schule der magischen Tiere 2. Die zugehörigen Alben erreichten Platz 58 und 18 der deutschen Albumcharts. Yanek Stärk ist noch immer als Songwriter und Musikproduzent tätig und konnte auch in diesem Bereich einige Chartplatzierungen erzielen. Er steht bei dem Musikverlag Budde Music unter Vertrag und arbeitete unter anderem mit Sido, Lena, Mark Forster, MoTrip, Kool Savas, Adel Tawil, Ben Zucker, Elif, Céline und Montez zusammen. Versager von Sido wurde 2022 im Rahmen der Hiphop.de-Awards in die Liste der 20 besten Deutschrapsongs aufgenommen, wobei Stärks Gesangs-Hook positiv hervorgehoben wird.
Stärk gehört zum Leitungsteam von Verso, der Vereinigung Songwriter, die dem Deutschen Komponist:innenverband angeschlossen ist.

## Diskografie

### Studioalben
- 2016: Rot und Blau (Sony)

### EPs
- 2015: Müde Pioniere (Sony)
- 2016: Spotify Sessions (Sony)

### Autorenbeteiligungen und Produktionen
Yanek Stärk als Autor (A) und Produzent (P) in den Charts

| Jahr | Titel Interpretation           | Höchstplatzierung, Gesamtwochen, AuszeichnungChartplatzierungen (Jahr, Titel, Interpretation, Platzierungen, Wochen, Auszeichnungen, Anmerkungen) | Höchstplatzierung, Gesamtwochen, AuszeichnungChartplatzierungen (Jahr, Titel, Interpretation, Platzierungen, Wochen, Auszeichnungen, Anmerkungen) | Höchstplatzierung, Gesamtwochen, AuszeichnungChartplatzierungen (Jahr, Titel, Interpretation, Platzierungen, Wochen, Auszeichnungen, Anmerkungen) | Anmerkungen                              |
| Jahr | Titel Interpretation           | DE | AT | CH | Anmerkungen                              |
| --- | ------------------------------ | --- | --- | --- | ---------------------------------------- |
| 2020 | Für mich A Céline              | DE70 (5 Wo.)DE | — | — | Erstveröffentlichung: 13. März 2020      |
| 2020 | Tränen aus Kajal A Céline      | DE17 (18 Wo.)DE | AT51 (8 Wo.)AT | — | Erstveröffentlichung: 3. April 2020      |
| 2020 | Blue Jeans A Céline            | DE39 (2 Wo.)DE | — | — | Erstveröffentlichung: 24. Juli 2020      |
| 2020 | Woher A Bozza feat. Sido       | DE9 (2 Wo.)DE | AT18 (1 Wo.)AT | CH42 (1 Wo.)CH | Erstveröffentlichung: 19. November 2020  |
| 2021 | Mom&Dad A, P Céline            | DE100 (1 Wo.)DE | — | — | Erstveröffentlichung: 22. Januar 2021    |
| 2021 | Mit Dir A, P Sido              | DE3 (37 Wo.)DE | AT9 (24 Wo.)AT | CH12 (19 Wo.)CH | Erstveröffentlichung: 18. November 2021  |
| 2022 | Geisterstadt A, P Montez       | DE64 (3 Wo.)DE | — | — | Erstveröffentlichung: 20. Januar 2022    |
| 2022 | Versager A, P Sido             | DE18 (5 Wo.)DE | AT21 (2 Wo.)AT | CH22 (1 Wo.)CH | Erstveröffentlichung: 22. September 2022 |
| 2022 | Medizin A, P Sido feat. Jamule | DE13 (5 Wo.)DE | AT28 (2 Wo.)AT | CH27 (2 Wo.)CH | Erstveröffentlichung: 20. Oktober 2022   |
| 2022 | Liebst du mich A, P Sido       | DE19 (13 Wo.)DE | AT37 (1 Wo.)AT | CH42 (3 Wo.)CH | Erstveröffentlichung: 10. November 2022  |
| 2022 | Sterne A, P Sido feat. Bozza   | DE31 (5 Wo.)DE | AT46 (2 Wo.)AT | CH40 (3 Wo.)CH | Erstveröffentlichung: 1. Dezember 2022   |
| Folgende Lieder erschienen nicht als Single, wurden aber durch das Album zum Download und Streaming bereitgestellt und konnten somit eine Platzierung erlangen: |                                | | | |                                          |
| |                                | | | |                                          |
| 2021 | Du & ich A Loredana & Mozzik   | — | — | CH93 (1 Wo.)CH | Charteinstieg: 3. Oktober 2021           |
| 2022 | 3 Monde A, P Sido              | DE55 (1 Wo.)DE | — | CH55 (1 Wo.)CH | Charteinstieg: 16. Dezember 2022         |

### Filmmusik
- 2021: Die Schule der magischen Tiere
- 2022: Die Schule der magischen Tiere 2